# Kingdom Come: Deliverance
Kingdom Come: Deliverance je akcijska videoigra z elementi igranja vlog, ki jo je razvil češki studio Warhorse Studios in leta 2018 izdal založnik Deep Silver za Microsoft Windows, PlayStation 4 in Xbox One. Postavljena je v srednjeveško Češko kraljestvo, ki je bilo del Svetega rimskega cesarstva nemške narodnosti. Vsebina temelji na resničnih zgodovinskih dogodkih.
Zgodba se odvija v času vojne leta 1403 na Češkem. Po naročilu madžarskega kralja Sigismunda Luksemburškega so kumanski najemniški vojaki napadli in izropali vas Skalitz, glavni vir srebra. Eden izmed preživelih je Henry, kovačev sin. Obubožan in maščevanja željan stopi Henry v službo fevdalnega gospoda Kobyle, ki vodi upor zoper madžarskega kralja Sigismunda. Medtem ko si Henry prizadeva zadostiti pravici za njegovo družino, ki je bila v napadu ubita, se vplete v poskus, da bi na Češkem zopet zavladal zakoniti kralj Vaclav IV., Sigismundov polbrat. Igra vsebuje razvejane naloge in odprt svet, ki spodbuja igralca, da se vanj potopi. Vsebuje orožje, oblačila, vojaško tehnologijo in arhitekturo zgodnjega 15. stoletja, ki so jo ustvarjalci igre poustvarili s pomočjo arhitektov in zgodovinarjev.
Igra je na splošno prejela pozitivne ocene ter več nagrad za igro leta. Kritiki so pohvalili predvsem zgodbo, občutek za podrobnosti ter realizem, kritika pa je bila usmerjena predvsem v tehnične hrošče.

### Igranje
Kingdom Come: Deliverance je akcijska videoigra z elementi igranja vlog, postavljena v odprt svet in se igra v prvoosebni perspektivi. Igralec lahko sam izbere svoje veščine ter igra kot bojevnik, trubadur, tat ali pa kot hibrid. Igralčeve veščine se izboljšujejo na podlagi njegovih dejanj. Pri pogovorih je čas za odziv omejen in ima vpliv na odnose z drugimi osebami. Igralčev ugled je odvisen od njegovih odločitev.